# Záynab bint Yahsh
Záynab bint Yahsh (en árabe: زينب بنت جحش‎; c. 590–641) fue la séptima de las esposas de Mahoma y, por lo tanto, considerada por los musulmanes como Madre de los Creyentes. Estuvo casada de forma breve con el hijo adoptivo de Mahoma, Zayd ibn Harithah, durante un año aproximadamente. También era prima-hermana de Mahoma. El padre de Mahoma era el hermano de la madre de Zaýnab, Umaimah bint Abd al-Muttálib.

## Biografía
El padre de Záynab fue Yahsh ibn Riyab, un inmigrante de la tribu Asad ibn Juzaymah que se había asentado en La Meca bajo la protección del clan omeya. Su madre era Umayma bint Abd al-Muttalib, del clan Háshim de la tribu de los coraichitas y hermana del padre de Mahoma.: 33  Por lo tanto, Záynab y sus cinco hermanos eran primos hermanos de Mahoma.
Záynab era talentosa curtiendo y trabajando con pieles. Siguió trabajando en esta línea a lo largo de su vida, incluso cuando ya no necesitaba el dinero.: 74, 77 
Su hermano, Ubayd-Allah ibn Yahsh, dejó el islam por el Cristianismo. La esposa de su hermano Ramlah bint Abi Sufyan, se casaría más tarde con Mahoma. Tenía una hermana llamada Hammanah bint Yahsh.

## Matrimonios

### Primer matrimonio
El primer matrimonio de Záynab ocurrió probablemente antes de la fundación del islam. Se desconoce el nombre de su primer esposo, pero se menciona que ya había muerto para cuando ocurrió la Hégira en el año 622 d. C.: 180  En ese momento, Záynab, que se había convertido al islam, se encontraba entre aquellos que acompañaron a su hermano Abdallah en la Hégira a Medina.

### Matrimonio con Zayd ibn Harithah
Tras la migración a Medina, Mahoma propuso a la familia de Záynab el matrimonio con su esclavo liberto e hijo adoptivo, Zayd ibn Harithah. Zayd había nacido en la tribu Kalb pero había sido secuestrado en su niñez por comerciantes de esclavos, y vendido a un sobrino de Jadiya bint Juwaylid, quien a su vez lo había dado a su esposo Mahoma como un regalo de bodas. Tras unos años, Mahoma liberó a Zayd y lo adoptó como su hijo.: 6–10 
Záynab provenía de un linaje aristocrático, teniendo un estatus social más alto. Por estos motivos sus hermanos rechazaron la propuesta y ella la desaprobó. Mahoma, sin embargo, estaba decidido a eliminar esas diferencias de clase que se solían hacer en la Arabia preislámica. También quería establecer la legitimidad y el derecho a la igualdad de trato de los hijos adoptados. Finalmente, Záynab, accedió a desposarse con Zayd y se casó con él en el año 626. Sin embargo, en menos de un año, Zayd se divorció de Záynab.

### Circunstancias del divorcio
El matrimonio duró menos de dos años.
Según el historiador y biógrafo de Mahoma Ibn Sa'd (784/785 - 845 d. C.), un día Mahoma fue a la casa de Zayd a buscarlo pero este no se encontraba en casa, por lo que Záyna salió a hablar con él. Tras conversar, según Ibn Sa'd el profeta la admiró y se dio vuelta murmurando algo que no se alcanzó a entender, aunque dijo en voz alta, '¡Gloria a Alá, el Inmenso! ¡Gloria al que vuelve los corazones'. Cuando Zayd regresó a su casa, Záyna le contó de la visita, tras lo cual Zayd fue al profeta y le dijo, 'Mensajero de Alá, escuché que fuiste a mi casa. ¿Por qué no entraste?' Al parecer, Zaid no logró aproximarse a ella a partir de ese día. Zaid dijo, 'Mensajero de Alá, me divorciaré de ella.' El profeta le dijo 'Mantén tu esposa,' pero Zayd se separó de ella.
El historiador del siglo IX al-Tabari da dos relatos independientes de una visita que Mahoma hizo a la casa de Zayd. La cortina de piel de que servía como puerta de entrada a la casa de Zayd se abrió, revelando accidentalmente a Záynab vestida solo con su camisón. Záynab se levantó para vestirse y le dijo a Mahoma que Zayd no estaba en casa, pero que podía visitarla. Sin embargo, el profeta no entró. Mahoma exclamó para sí mismo: '¡Alabado sea Alá, que hace volver los corazones!' y entonces se fue.: 181 : 1–4 
Cuando Zayd regresó a casa, Záynab le contó lo que había sucedido. Zayd fue donde Mahoma y le dijo: 'Profeta, me enteré de tu visita. Quizás admiras a Záynab, así que me divorciaré de ella'. Mahoma respondió: 'No, teme a Alá y conserva a tu esposa'.: 2  Después de esto, hubo conflictos entre la pareja, y Záynab expulsó a Zayd de su cuarto.: 181 
Esta historia ha sido rechazada por la mayoría de estudiosos musulmanes, principalmente por carecer de una cadena de narraciones y su ausencia completa en cualquier hadiz auténtico. Para algunos comentaristases absurdo que Mahoma se haya dado cuenta repentinamente de la belleza de Záynab tras haberla conocido de toda su vida. Si la razón de que Mahoma se casara con ella hubiera sido su belleza, se habrái casada con ella desde el comienzo en vez de arreglar su matrimonio con Zayd.Evaluaciones historiográficas de esta narrativa sugieren que fue un invento que se desarrolló más de un siglo después de la muerte de Mahoma.
Zayd se divorció de Záynab en diciembre de 626.: 182 

### Matrimonio con Mahoma

#### Preparativos para el matrimonio
Mahoma esperaba críticas si se casaba con Záynab. La costumbre preislámica desaprobaba el matrimonio entre un hombre y la exesposa de su hijo adoptivo, al considerarse incesto. La sociedad árabe habría visto esta unión como profundamente errónea; porque consideraban que un hijo adoptivo era verdaderamente un «hijo», que un hombre se casara con la esposa de su hijo adoptivo, incluso si ella estaba divorciada, se consideraba incestuoso. Por lo tanto, Mahoma «ocultó en su corazón» la idea de casarse con ella. Como muestra de este conflicto interior, se crearía el siguiente aleya: 

Y cuando decías al que había sido objeto de una gracia de Alá y de una gracia tuya: «¡Conserva a tu esposa y teme a Alá!», y ocultabas en tu alma lo que Alá iba a revelar, y tenías miedo de los hombres, siendo así que Alá tiene más derecho a que Le tengas miedo. Cuando Zayd había terminado con ella, te la dimos por esposa para que no se pusiera reparo a los creyentes que se casan con las esposas de sus hijos adoptivos, cuando éstos han terminado con ellas. ¡La orden de Alá se cumple!
Corán 33:37

Tras la implementación de esta aleya, Mahoma procedió a rechazar las normas árabes existentes e imponer su ideología. A partir de entonces, para que Mahoma se pudiera casar con la esposa de su hijo adoptivo, se suprimió el estatus legal de la adopción bajo Islam. Zayd no sería considerado hijo de Mahoma, por lo que volvió a ser conocido por su nombre original de 'Zayd ibn Harithah' en lugar de 'Zayd ibn Muhammad'.: 9 
En la Arabia preislámica los árabes solían considerar a una persona adoptada exactamente como un hijo o hija real en lo que respecta a los derechos, incluido el derecho a la herencia y las santidades.
Desde entonces, después del matrimonio, los niños fueron considerados apadrinados en lugar de adoptados, y perdieron sus derechos de herencia y fueron conocidos como hijos de padres biológicos. Los niños apadrinados después de alcanzar la pubertad no pueden vivir con la familia patrocinadora. Los niños apadrinados se tienen que autofinanciar después de la pubertad. El propósito era proteger los derechos de los niños biológicos hacia los niños apadrinados y posibilitar que el padrino masculino se pudiera casar con la mujer apadrinada adulta.
Académicos han señalado a esta sura como un ejemplo de una revelación egoísta que refleja los deseos de Mahoma en lugar de la voluntad de Dios.
Según la traducción en inglés del libro Las esposas del Mensajero de Alá Muhammad Swaleh Awadh, afirma que Záynab y Mahoma ya estaban casados en el quinto año de la Hégira. Como Záynab había estado casada con el hijo adoptivo de Mahoma, en la Arabia preislámica no estaba bien visto su matrimonio. El Corán, sin embargo, confirmó la validez de este matrimonio. Así que Mahoma rechazó las normas árabes existentes.
Algunos historiadores musulmanes han abordado la discrepancia entre los pensamientos privados de Mahoma y sus palabras refiriéndose no aun deseo de casarse con Záynab, sino solo a un conocimiento profético de que el matrimonio había de suceder.

#### La boda
Mahoma se casó con Záynab tan pronto como ella completó su periodo de espera tras su divorcio, el 27 de marzo de 627.: 182  Entró en la casa de ella cuando ella no lo esperaba y sin tocar a la puerta. Ella le preguntó: «¿Va a ser así, sin testigo alguno ni valí para nuestra unión?» Mahoma le respondió: «Alá es el testigo y Gabriel es el valí».
Mahoma dio a Záynab una dote de 400 dírhams. Posteriormente organizó un banquete de bodas para ella y sacrificó una oveja. Anas ibn Malik dijo que hubo más de setenta invitados, y que ninguna de las otras esposas de Mahoma tuvo tan gran banquete.

## Muerte
Ella fue la primera de las esposas de Mahoma en fallecer después de él. Murió durante el califato de Úmar ibn al-Jattab en el año 23 de la Hégira.